# NGC 103
NGC 103 è un piccolo ammasso aperto visibile nella costellazione di Cassiopea.

## Osservazione

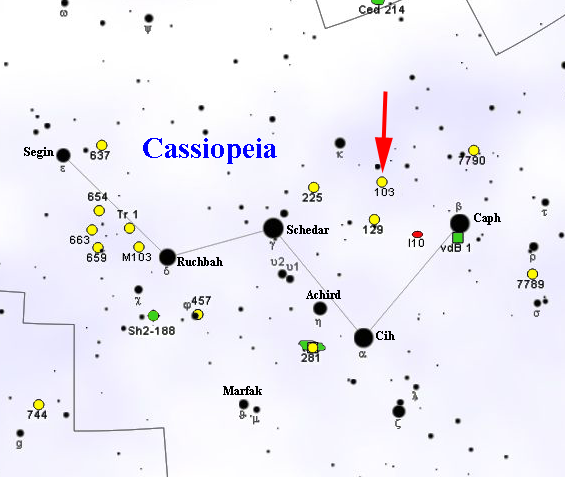
Mappa per individuare NGC 103.

Si può individuare con facilità, grazie alla sua posizione lungo la linea congiungente le stelle Caph (β Cassiopeiae) e κ Cassiopeiae; giace in un ricco campo stellare ed è circondato da numerosi altri piccoli ammassi aperti. Non è apprezzabile attraverso un binocolo 10x50 se non con difficoltà, sia per via delle sue ridotte dimensioni che per la sua luminosità; con un telescopio da 120mm è possibile notarlo come una macchia chiara molto pallida su cui si sovrappongono alcune deboli stelline. Una buona risoluzione in stelle è possibile soltanto con uno strumento da almeno 200mm di apertura, attraverso cui sono evidenti alcune decine di stelle fino alla magnitudine 13, molte delle quali disposte lungo un allineamento in senso nord-sud.
La declinazione fortemente settentrionale di quest'ammasso favorisce notevolmente gli osservatori dell'emisfero nord, da cui si presenta circumpolare fino alle latitudini medio-basse; dall'emisfero australe d'altra parte resta piuttosto basso e non è osservabile dalle aree lontane dalla zona tropicale. Il periodo migliore per la sua osservazione nel cielo serale è quello compreso fra agosto e gennaio.

## Storia delle osservazioni
NGC 103 venne individuato per la prima volta da John Herschel nel 1829 attraverso il telescopio riflettore da 18,7 pollici che era appartenuto a suo padre William; egli lo inserì nel General Catalogue of Nebulae and Clusters col numero 20.

## Caratteristiche
NGC 103 è un ammasso aperto moderatamente ricco e di ridotte dimensioni, assai poco studiato; la sua distanza è stimata attorno ai 3026 parsec (9865 anni luce), corrispondente a una zona centrale del Braccio di Perseo, uno dei due bracci di spirale maggiori della Via Lattea, nei pressi dell'associazione OB Cassiopeia OB4, di cui farebbe parte.
Le sue dimensioni reali sono pari a circa 1,8 parsec (5,9 anni luce); la presenza di componenti azzurre di classe spettrale B è indice della giovane età di quest'ammasso. Studi fotometrici hanno premesso di individuare oltre un centinaio di componenti reali, fra le quali vi sono alcune stelle variabili.